# Folkia pauciaculeata
Folkia pauciaculeata är en spindelart som först beskrevs av Fage 1943.  Folkia pauciaculeata ingår i släktet Folkia och familjen ringögonspindlar. Inga underarter finns listade i Catalogue of Life.